# Panambi

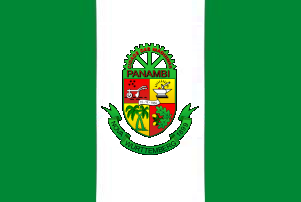
Bandera del municipio de Panambi

Panambi es un municipio brasileño del estado de Rio Grande do Sul.
Se encuentra ubicado a una latitud de 28º17'33" Sur y una longitud de 53º30'06" Oeste, estando a una altitud de 418 metros sobre el nivel del mar. Su población estimada para el año 2004 era de 34.268 habitantes.
Ocupa una superficie de 491,48 km².
- Datos: Q348206
- Multimedia: Panambi / Q348206